# Агиртрія андійська
Аги́ртрія андійська (Uranomitra franciae) — вид серпокрильцеподібних птахів родини колібрієвих (Trochilidae). Мешкає в Андах. Це єдиний представник монотипового роду Андійська агиртрія (Uranomitra). Раніше цей вид відносили до роду Амазилія (Amazilia) або Агиртрія (Agyrtria), однак за результатами низки молекулярно-філогенетичних досліджень вид був переведений до відновленого роду Uranomitra.

## Опис

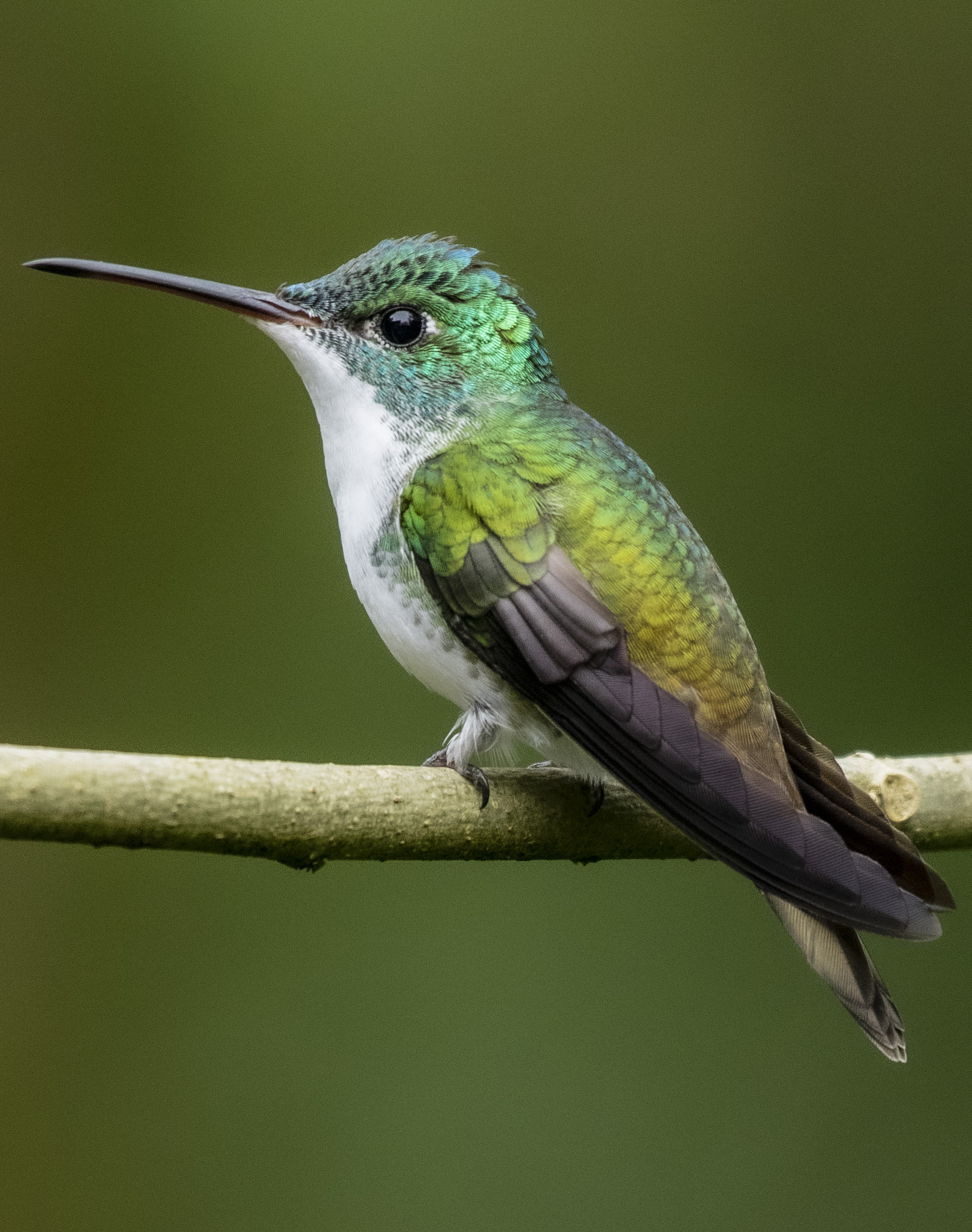
Андійська агиртрія

Довжина птаха становить 9,1 см. Верхня частина тіла яскраво-зелена, блискуча, тім'я у самців фіолетово-синє, у самиць зелене. Скроні і потилиця зелені, блискучі. Нижня частина тіла біла, боки зелені. Надхвістя мідне, хвіст дещо роздвоєний, бронзово-зелений, з нечіткою темною смугою на кінці і світлими кінчиками. Дзьоб прямий, довжиною 22 мм, знизу блідо-рожевий з темним кінчиком.

## Підвиди
Виділяють три підвиди:
- U. f. franciae (Bourcier & Mulsant, 1846) — північно-західна і центральна Колумбія;
- U. f. viridiceps (Gould, 1860) — південно-західна Колумбія (Нариньйо), захід Еквадору і крайній північний захід Перу (Тумбес);
- U. f. cyanocollis (Gould, 1853) — східні схили Анд на півночі Перу.

## Поширення і екологія
Андійські агиртрії мешкають в Колумбії, Еквадорі і Перу. Вони живуть у вологих гірських тропічних лісах, на узліссях та у вторинних заростях, переважно на висоті від 900 до 2100 м над рівнем моря, у верхів'ях річки Мараньйон в сухих тропічних лісах і чагарникових заростях, на висоті від 400 до 2750 м над рівнем моря, в Тумбесі на висоті від 600 до 700 м над рівнем моря. Зустрічаються поодинці, живляться живляться нектаром квітів, слідуючи за певним маршрутом, іноді збираються невеликими зграйками біля квітучих дерев. Доповнюють свій раціон дрібними комахами.